# Лобо, Алонсо
Алонсо Ло́бо (исп. Alonso Lobo; 25 февраля 1555, Осуна — 5 апреля 1617, Севилья) — испанский композитор эпохи Возрождения.

## Очерк биографии и творчества
Профессиональная карьера Лобо тесно связана с кафедральным собором Севильи. Там он пел мальчиком в церковном хоре, в 1581 там же служил секретарём кафедрального капитула. С 1586 по 1590 год служил каноником коллегиатской церкви в Осуне. В 1591 году вернулся в Севилью, где до 1593 года помогал капельмейстеру кафедрального собора Ф. Герреро (возможно, также учился у него). В 1593—1604 годах Лобо — капельмейстер кафедрального собора в Толедо. В 1604 вновь вернулся в Севилью, где всё в том же кафедральном соборе занял пост капельмейстера.
Лобо писал исключительно церковную вокальную музыку. Творческой почерк композитора в значительной мере определила испанская полифоническая традиция Т. Л. де Виктории (с которым Лобо состоял в переписке) и Герреро.
Сохранились 6 месс (на 4, 5 и 6 голосов; «O Rex gloriae» — первая в Испании пародийная месса, моделью для неё послужил мотет Палестрины) и 7 латинских мотетов (на 4, 6 и 8 голосов; самый популярный — «Versa est in luctum cithara mea»). Необычность «Credo Romano» Лобо — в сочетании старой практики письма на cantus firmus (в качестве которого выступила традиционная мелодия Credo IV из Liber usualis) с basso continuo, знаменующим наступление новой исторической эпохи. Лобо также автор 6-голосного сборника Плачей пророка Иеремии (для оффиция Великой Субботы), трёх пассионов и некоторых других композиций для католического оффиция. Современного (полного) издания музыкальных сочинений Лобо нет.
Алонсо Лобо не следует путать с португальским композитором примерно того же времени Дуарте Лобу (порт. Duarte Lobo‎; ок. 1564 — 1646).